# Барний стілець

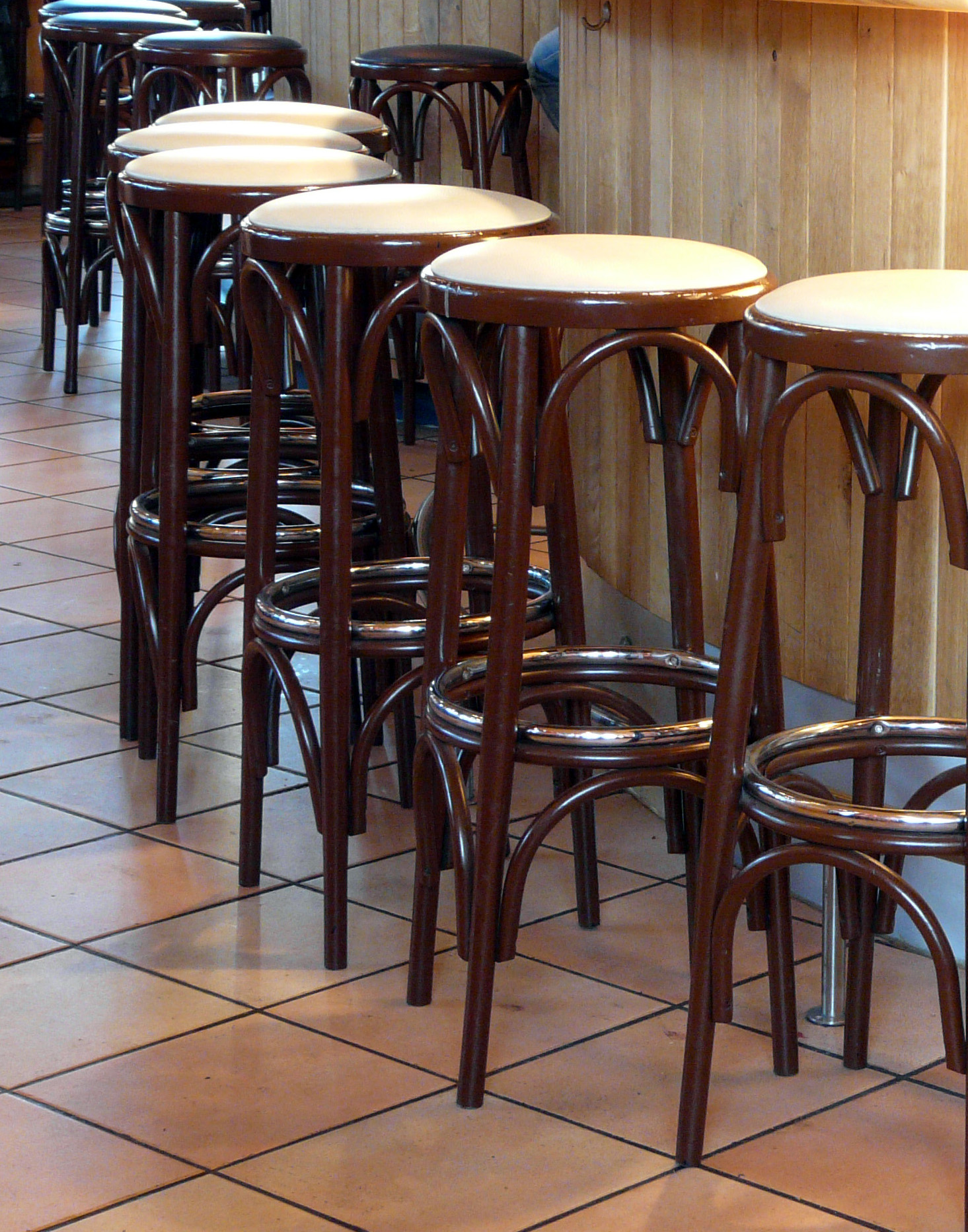
Табурети біля барної стійки

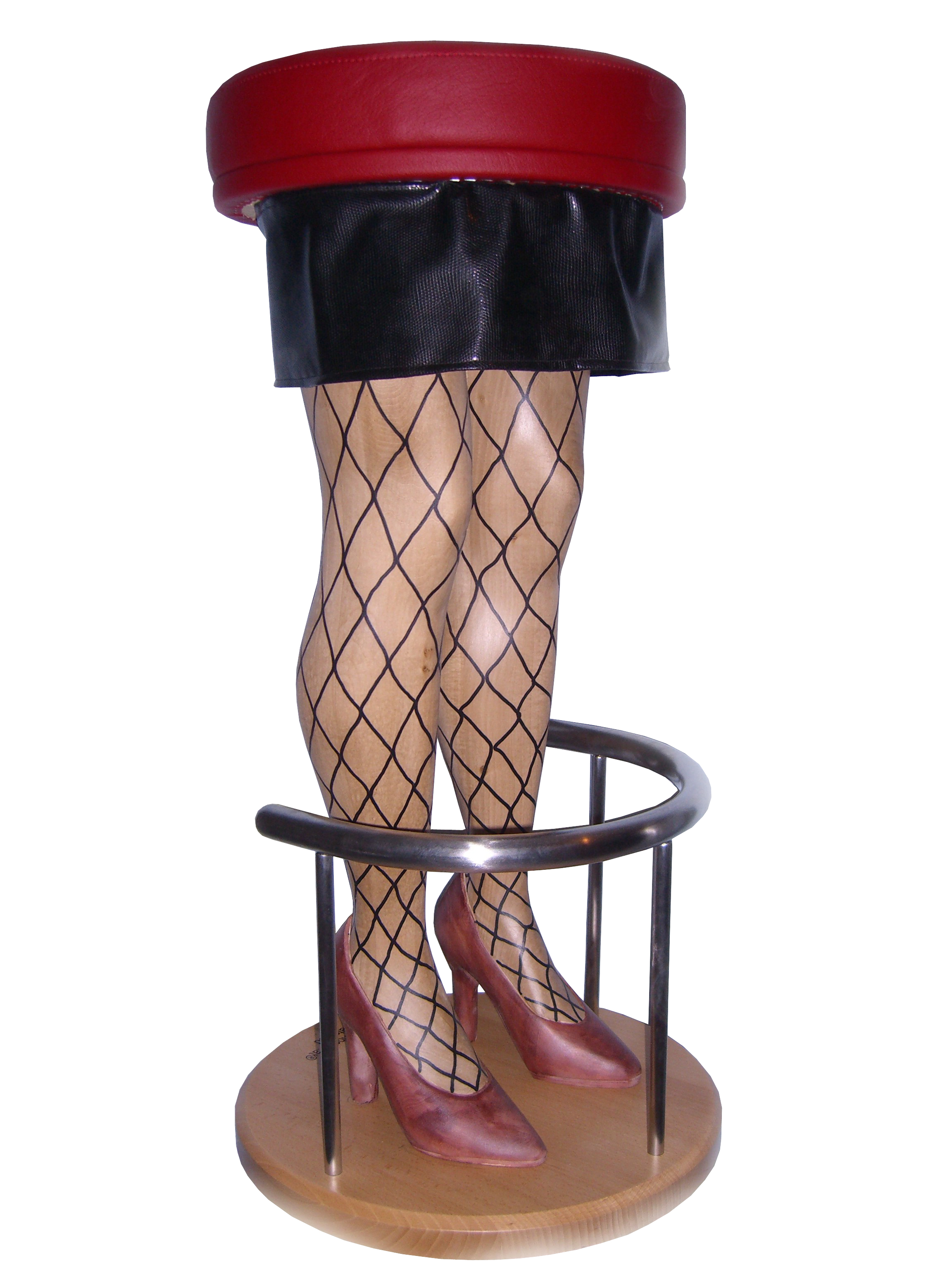
Барний табурет вельми оригінальної форми

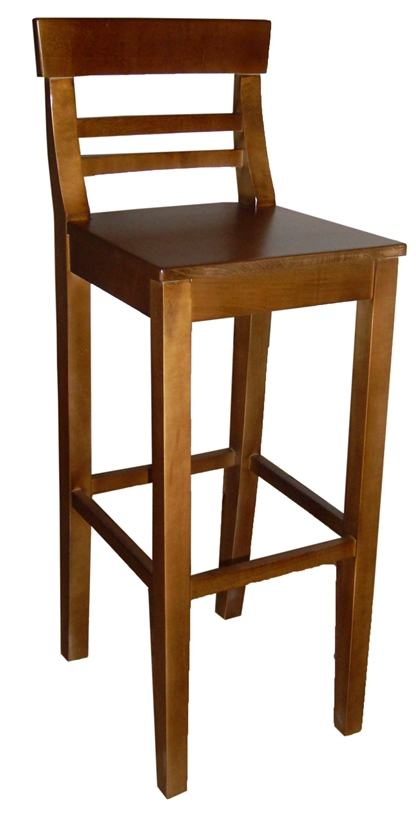
Барний стілець для барів, пабів

Ба́рний стіле́ць — предмет інтер'єру. Виник разом з удосконаленням барної стійки, яка в перших барах була простою перегородкою між продавцем і клієнтом. Багато відвідувачів бару часто не відходили від барної стійки, розпиваючи напої там же, що призвело до розвитку цієї деталі інтер'єру: барну стійку стали робити зі зручною широкою стільницею, а оскільки її висота була близько 110—130 см, знадобилися стільці відповідної висоти, названі — барними.
Нині барний стілець є широко використовуваною деталлю інтер'єра, зустрічається не тільки в барах, але і в приватних інтер'єрах.
Барні стільці мають кілька функціональних і конструктивних відмінностей від звичайного стільця:
- Висота сидіння стільця близько 80 см дозволяє сидіти за високої барною стійкою.
- Підніжка по периметру підстави стільця для зручності посадки.
- Зменшений розмір сидіння.

Дуже часто, для зручності, сидіння стільця робиться поворотним, а спинка має мінімальну висоту.
Барний стілець складається з каркаса і сидіння.
Каркас може бути виконаний з дерева, металу або пластмаси. При якісному проєктуванні та виконанні, правильному виборі матеріалів міцність конструкції практично однакова, вибір матеріалу стільця більше залежить від стилю інтер'єру. Сидіння може бути м'яким або жорстким, також залежно від стилю інтер'єру і функціональних особливостей приміщення.
Також барні стільці відрізняються за способом їх застосування: барні стільці для громадських закладів — бари, паби та барні стільці для домашнього використання. Стільці для барів, пабів відрізняються більш надійним конструктивом і зносостійкими лакофарбовими матеріалами, такі стільці виглядають масивніше і надійніше.